# WTA Tour 1975
Die WTA Tour 1975 (offiziell: Virginia Slims Circuit und Women’s International Grand Prix) war der 5. Jahrgang der Damentennis-Turnierserie, die von der Women’s Tennis Association ausgetragen wird.
Der Teamwettbewerb Federation Cup wird wie die Grand-Slam-Turniere nicht von der WTA, sondern von der ITF organisiert. Er wird dennoch aufgeführt, da die Spitzenspielerinnen auch dort in der Regel spielen.

## Turnierplan
| Kategorie                        |
| -------------------------------- |
| Grand Slam                       |
| Tour Championships               |
| Virginia Slims Circuit           |
| Women’s International Grand Prix |
| Non-Tour Events                  |

| Sonstige       |
| -------------- |
| Federation Cup |

### Dezember
| Datum 1 | Turnier                                                | Siegerin                      | Finalgegnerin                | Ergebnis |
| ------- | ------------------------------------------------------ | ----------------------------- | ---------------------------- | -------- |
| 21.12.  | Australian Open Melbourne, Australien Grand Slam Rasen | Evonne Goolagong              | Martina Navrátilová          | 6:3, 6:2 |
| 21.12.  | Australian Open Melbourne, Australien Grand Slam Rasen | Evonne Goolagong Peggy Michel | Margaret Court Olga Morosowa | 7:6, 7:6 |

### Januar
| Datum 1 | Turnier | Siegerin                        | Finalgegnerin                 | Ergebnis      |
| ------- | --- | ------------------------------- | ----------------------------- | ------------- |
| 06.01.  | New Zealand Open Championships Auckland, Neuseeland Non-Tour Event                                                  | Evonne Goolagong                | Linda Mottram                 | 6:2, 7:5      |
| 06.01.  | New Zealand Open Championships Auckland, Neuseeland Non-Tour Event                                                  | Evonne Goolagong Wendy Turnbull | Laura duPont Cecilia Martinez | 6:3, 4:6, 6:4 |
| 06.01.  | Virginia Slims of San Francisco San Francisco, Vereinigte Staaten Virginia Slims Circuit – 75.000 $ Teppich (Halle) | Chris Evert                     | Billie Jean King              | 6:1, 6:1      |
| 06.01.  | Virginia Slims of San Francisco San Francisco, Vereinigte Staaten Virginia Slims Circuit – 75.000 $ Teppich (Halle) | Chris Evert Billie Jean King    | Rosie Casals Virginia Wade    | 6:2, 7:5      |
| 13.01.  | Virginia Slims of Sarasota Sarasota, Vereinigte Staaten Virginia Slims Circuit – 75.000 $                           | Billie Jean King                | Chris Evert                   | 6:2, 6:3      |
| 13.01.  | Virginia Slims of Sarasota Sarasota, Vereinigte Staaten Virginia Slims Circuit – 75.000 $                           | Chris Evert Billie Jean King    | Betty Stöve Virginia Wade     | 6:4, 6:2      |
| 18.01.  | Moscow Open Moskau, Sowjetunion Non-Tour Event Teppich (Halle)                                                      | Olga Morosowa                   | Elena Granaturova             | 6:0, 1:6, 6:4 |
| 27.01.  | Virginia Slims of Washington Fairfax, Vereinigte Staaten Virginia Slims Circuit – 75.000 $ Teppich (Halle)          | Martina Navrátilová             | Kerry Melville                | 6:3, 6:1      |
| 27.01.  | Virginia Slims of Washington Fairfax, Vereinigte Staaten Virginia Slims Circuit – 75.000 $ Teppich (Halle)          | Françoise Dürr Betty Stöve      | Helen Gourlay Kerry Reid      | 6:3, 6:4      |

### Februar
| Datum 1 | Turnier                                                                                         | Siegerin                        | Finalgegnerin                   | Ergebnis      |
| ------- | ----------------------------------------------------------------------------------------------- | ------------------------------- | ------------------------------- | ------------- |
| 03.02.  | Virginia Slims of Akron Akron, Vereinigte Staaten Virginia Slims Circuit – 75.000 $             | Chris Evert                     | Margaret Court                  | 6:4, 3:6, 6:3 |
| 03.02.  | Virginia Slims of Akron Akron, Vereinigte Staaten Virginia Slims Circuit – 75.000 $             | Françoise Dürr Betty Stöve      | Chris Evert Martina Navrátilová | 7:5, 7:6      |
| 10.02.  | Virginia Slims of Chicago Chicago, Vereinigte Staaten Virginia Slims Circuit – 75.000 $ Teppich | Margaret Court                  | Martina Navrátilová             | 6:3, 3:6, 6:2 |
| 10.02.  | Virginia Slims of Chicago Chicago, Vereinigte Staaten Virginia Slims Circuit – 75.000 $ Teppich | Chris Evert Martina Navrátilová | Margaret Court Olga Morosowa    | 6:2, 7:6      |
| 18.02.  | Virginia Slims of Detroit Detroit, Vereinigte Staaten Virginia Slims Circuit – 75.000 $         | Evonne Goolagong                | Margaret Court                  | 6:3, 3:6, 6:3 |
| 18.02.  | Virginia Slims of Detroit Detroit, Vereinigte Staaten Virginia Slims Circuit – 75.000 $         | Lesley Hunt Martina Navrátilová | Françoise Dürr Betty Stöve      | 2:6, 7:5, 6:2 |

### März
| Datum 1 | Turnier | Siegerin                      | Finalgegnerin                   | Ergebnis              |
| ------- | --- | ----------------------------- | ------------------------------- | --------------------- |
| 03.03.  | Virginia Slims of Boston Boston, Vereinigte Staaten Virginia Slims Circuit – 75.000 $                       | Martina Navrátilová           | Evonne Goolagong                | 6:2, 4:6, 6:3         |
| 03.03.  | Virginia Slims of Boston Boston, Vereinigte Staaten Virginia Slims Circuit – 75.000 $                       | Rosie Casals Billie Jean King | Chris Evert Martina Navrátilová | 6:3, 6:4              |
| 10.03.  | Virginia Slims of Houston Houston, Vereinigte Staaten Virginia Slims Circuit – 75.000 $ Teppich             | Chris Evert                   | Margaret Court                  | 6:3, 6:2              |
| 10.03.  | Virginia Slims of Houston Houston, Vereinigte Staaten Virginia Slims Circuit – 75.000 $ Teppich             | Françoise Dürr Betty Stöve    | Evonne Goolagong Virginia Wade  | 2:6, 6:3, 7:6         |
| 17.03.  | Virginia Slims of Dallas Dallas, Vereinigte Staaten Virginia Slims Circuit – 75.000 $ Teppich               | Virginia Wade                 | Martina Navrátilová             | 2:6, 7:6, 4:3 Aufgabe |
| 17.03.  | Virginia Slims of Dallas Dallas, Vereinigte Staaten Virginia Slims Circuit – 75.000 $ Teppich               | Françoise Dürr Betty Stöve    | Julie Anthony Mona Guerrant     | 7:6, 6:2              |
| 24.03.  | Virginia Slims of Philadelphia Philadelphia, Vereinigte Staaten Virginia Slims Circuit – 75.000 $ Hartplatz | Virginia Wade                 | Chris Evert                     | 7:5, 6:4              |
| 24.03.  | Virginia Slims of Philadelphia Philadelphia, Vereinigte Staaten Virginia Slims Circuit – 75.000 $ Hartplatz | Evonne Goolagong Betty Stöve  | Rosie Casals Billie Jean King   | 4:6, 6:4, 7:6         |
| 31.03.  | Virginia Slims Championships Los Angeles, Vereinigte Staaten Masters – 150.000 $ Teppich (Halle)            | Chris Evert                   | Martina Navrátilová             | 6:4, 6:2              |

### April
| Datum 1 | Turnier | Siegerin                       | Finalgegnerin                 | Ergebnis      |
| ------- | --- | ------------------------------ | ----------------------------- | ------------- |
| 07.04.  | Bridgestone Doubles Tokio, Japan 100.000 $                                                                 | Margaret Court Virginia Wade   | Rosie Casals Billie Jean King | 6:7, 7:6, 6:2 |
| 18.04.  | Four Woman L’Eggs World Series Austin, Vereinigte Staaten Non-Tour Event                                   | Chris Evert                    | Billie Jean King              | 4:6, 6:3, 7:6 |
| 21.04.  | Family Circle Cup Amelia Island, Vereinigte Staaten Women’s International Grand Prix – 100.000 $ Sandplatz | Chris Evert                    | Martina Navrátilová           | 7:5, 6:4      |
| 21.04.  | Family Circle Cup Amelia Island, Vereinigte Staaten Women’s International Grand Prix – 100.000 $ Sandplatz | Evonne Goolagong Virginia Wade | Rosie Casals Olga Morosowa    | 4:6, 6:4, 6:2 |

### Mai
| Datum 1 | Turnier | Siegerin                         | Finalgegnerin                      | Ergebnis      |
| ------- | --- | -------------------------------- | ---------------------------------- | ------------- |
| 05.05.  | Federation Cup Finale Aix-en-Provence, Frankreich Sandplatz                                                                                    | Tschechoslowakei                 | Australien                         | 3:0           |
| 12.05.  | Coca Cola British Hard Court Championships Bournemouth, Großbritannien Non-Tour Event Hartplatz                                                | Janet Newberry                   | Terry Holladay                     | 7:9, 7:5, 6:3 |
| 12.05.  | Coca Cola British Hard Court Championships Bournemouth, Großbritannien Non-Tour Event Hartplatz                                                | Lesley Charles Sue Mappin        | Delina Boshoff Greer Stevens       |               |
| 19.05.  | Internationale Tennismeisterschaften von Deutschland Hamburg, Bundesrepublik Deutschland Women’s International Grand Prix – 30.000 $ Sandplatz | Renáta Tomanová                  | Kazuko Sawamatsu                   | 7:6, 7:5      |
| 19.05.  | Internationale Tennismeisterschaften von Deutschland Hamburg, Bundesrepublik Deutschland Women’s International Grand Prix – 30.000 $ Sandplatz | Dianne Fromholtz Renáta Tomanová | Paulina Peisachov Kazuko Sawamatsu | 6:3, 6:2      |
| 26.05.  | Italian Open Rom, Italien Women’s International Grand Prix – 30.000 $ Sandplatz                                                                | Chris Evert                      | Martina Navrátilová                | 6:1, 6:0      |
| 26.05.  | Italian Open Rom, Italien Women’s International Grand Prix – 30.000 $ Sandplatz                                                                | Chris Evert Martina Navrátilová  | Sue Barker Glynis Coles            | 6:1, 6:2      |

### Juni
| Datum 1 | Turnier                                                                                               | Sieger(in)                      | Finalgegner(in)               | Ergebnis      |
| ------- | --- | ------------------------------- | ----------------------------- | ------------- |
| 02.06.  | French Open Paris, Frankreich Grand Slam Sandplatz                                                    | Chris Evert                     | Martina Navrátilová           | 2:6, 6:2, 6:1 |
| 02.06.  | French Open Paris, Frankreich Grand Slam Sandplatz                                                    | Chris Evert Martina Navrátilová | Julie Anthony Olga Morosowa   | 6:3, 6:2      |
| 02.06.  | French Open Paris, Frankreich Grand Slam Sandplatz                                                    | Fiorella Bonicelli Thomaz Koch  | Pam Teeguarden Jaime Fillol   | 6:4, 7:6      |
| 16.06.  | Eastbourne International Eastbourne, Großbritannien Women’s International Grand Prix – 25.000 $ Rasen | Virginia Wade                   | Billie Jean King              | 7:5, 4:6, 6:4 |
| 16.06.  | Eastbourne International Eastbourne, Großbritannien Women’s International Grand Prix – 25.000 $ Rasen | Julie Anthony Olga Morosowa     | Evonne Goolagong Peggy Michel | 6:2, 6:4      |
| 23.06.  | Wimbledon Championships Wimbledon, Großbritannien Grand Slam Rasen                                    | Billie Jean King                | Evonne Cawley                 | 6:0, 6:1      |
| 23.06.  | Wimbledon Championships Wimbledon, Großbritannien Grand Slam Rasen                                    | Ann Kiyomura Kazuko Sawamatsu   | Françoise Dürr Betty Stöve    | 7:5, 1:6, 7:5 |
| 23.06.  | Wimbledon Championships Wimbledon, Großbritannien Grand Slam Rasen                                    | Margaret Court Marty Riessen    | Betty Stöve Allan Stone       | 6:4, 7:5      |

### Juli
| Datum 1 | Turnier                                                      | Siegerin                      | Finalgegnerin                      | Ergebnis |
| ------- | ------------------------------------------------------------ | ----------------------------- | ---------------------------------- | -------- |
| 07.07.  | Swedish Open Båstad, Schweden Non-Tour Event                 | Sue Barker                    | Helga Masthoff                     | 6:4, 6:0 |
| 07.07.  | Swedish Open Båstad, Schweden Non-Tour Event                 | Janet Newberry Pam Teeguarden | Fiorella Bonicelli Raquel Giscafre | 6:3, 6:3 |
| 14.07.  | Austrian Open Kitzbühel, Österreich Non-Tour Event Sandplatz | Sue Barker                    | Pam Teeguarden                     | 6:4, 6:4 |
| 14.07.  | Austrian Open Kitzbühel, Österreich Non-Tour Event Sandplatz | Sue Barker Pam Teeguarden     | Fiorella Bonicelli Raquel Giscafre | 6:4, 6:3 |

### August
| Datum 1 | Turnier | Sieger(in)                                | Finalgegner(in)               | Ergebnis      |
| ------- | --- | ----------------------------------------- | ----------------------------- | ------------- |
| 04.08.  | U.S. Clay Court Championships Indianapolis, Vereinigte Staaten Women’s International Grand Prix – 30.000 $ Sandplatz | Chris Evert                               | Dianne Balestrat              | 6:3, 6:4      |
| 04.08.  | U.S. Clay Court Championships Indianapolis, Vereinigte Staaten Women’s International Grand Prix – 30.000 $ Sandplatz | Fiorella Bonicelli María-Isabel Fernández | Gail Chanfreau Julie Heldman  | 3:6, 7:5, 6:3 |
| 11.08.  | Rothmans Canadian Open Toronto, Kanada Women’s International Grand Prix – 30.000 $ Hartplatz                         | Marcie Louie                              | Laura duPont                  | 6:1, 4:6, 6:4 |
| 11.08.  | Rothmans Canadian Open Toronto, Kanada Women’s International Grand Prix – 30.000 $ Hartplatz                         | Julie Anthony Margaret Court              | JoAnne Russell Jane Stratton  | 6:2, 6:4      |
| 18.08.  | Medi-Quik Open Harrison (New York), Vereinigte Staaten Women’s International Grand Prix – 75.000 $ Hartplatz         | Chris Evert                               | Virginia Wade                 | 6:0, 6:1      |
| 18.08.  | Medi-Quik Open Harrison (New York), Vereinigte Staaten Women’s International Grand Prix – 75.000 $ Hartplatz         | Chris Evert Martina Navrátilová           | Margaret Court Virginia Wade  | 7:5, 6:7, 6:4 |
| 18.08.  | South Orange Classic Orange, Vereinigte Staaten Non-Tour Event                                                       | Virginia Ruzici                           | Mariana Simionescu            | 6:1, 6:1      |
| 27.08.  | US Open Forest Hills, Vereinigte Staaten Grand Slam 309.000 $ Sandplatz                                              | Chris Evert                               | Evonne Cawley                 | 5:7, 6:4, 6:2 |
| 27.08.  | US Open Forest Hills, Vereinigte Staaten Grand Slam 309.000 $ Sandplatz                                              | Margaret Court Virginia Wade              | Rosie Casals Billie Jean King | 7:5, 2:6, 7:6 |
| 27.08.  | US Open Forest Hills, Vereinigte Staaten Grand Slam 309.000 $ Sandplatz                                              | Rosie Casals Dick Stockton                | Billie Jean King Fred Stolle  | 6:3, 7:6      |

### September
| Datum 1 | Turnier                                                                                              | Siegerin                        | Finalgegnerin                    | Ergebnis      |
| ------- | --- | ------------------------------- | -------------------------------- | ------------- |
| 12.09.  | World Invitational Classic Sea Pines Hilton Head, Vereinigte Staaten Non-Tour Event                  | Chris Evert                     | Evonne Cawley                    | 6:1, 6:1      |
| 15.09.  | Little Mo Classic Atlanta, Vereinigte Staaten Women’s International Grand Prix – 60.000 $ Teppich    | Chris Evert                     | Martina Navratilova              | 2:6, 6:2, 6:0 |
| 15.09.  | Little Mo Classic Atlanta, Vereinigte Staaten Women’s International Grand Prix – 60.000 $ Teppich    | Chris Evert Martina Navratilova | Françoise Dürr Betty Stöve       | 6:4, 5:7, 6:2 |
| 22.09.  | Majestic Tournament Denver, Vereinigte Staaten Women’s International Grand Prix – 60.000 $ Hartplatz | Martina Navratilova             | Carolyn Meyer                    | 4:6, 6:4, 6:3 |
| 22.09.  | Majestic Tournament Denver, Vereinigte Staaten Women’s International Grand Prix – 60.000 $ Hartplatz | Françoise Dürr Betty Stöve      | Rosie Casals Martina Navratilova | 3:6, 6:1, 7:6 |
| 29.09.  | Mission Viejo , Vereinigte Staaten Women’s International Grand Prix – 60.000 $ Hartplatz             | Chris Evert                     | Cynthia Seiler                   | 6:1, 6:3      |
| 29.09.  | Mission Viejo , Vereinigte Staaten Women’s International Grand Prix – 60.000 $ Hartplatz             | Chris Evert Martina Navratilova | G. (tennis) Betty-Ann Stuart     | 6:3, 7:5      |

### Oktober
| Datum 1 | Turnier                                                                                               | Siegerin                      | Finalgegnerin                    | Ergebnis      |
| ------- | --- | ----------------------------- | -------------------------------- | ------------- |
| 06.10.  | Thunderbird Classic Phoenix, Vereinigte Staaten Women’s International Grand Prix – 60.000 $ Hartplatz | Nancy Richey                  | Virginia Wade                    | 4:6, 7:5, 6:4 |
| 06.10.  | Thunderbird Classic Phoenix, Vereinigte Staaten Women’s International Grand Prix – 60.000 $ Hartplatz | Françoise Dürr Betty Stöve    | Rosie Casals Martina Navratilova | 6:7, 6:4, 6:0 |
| 13.10.  | Orlando Open Orlando, Vereinigte Staaten Women’s International Grand Prix – 60.000 $ Sandplatz        | Chris Evert                   | Martina Navratilova              | kampflos      |
| 13.10.  | Orlando Open Orlando, Vereinigte Staaten Women’s International Grand Prix – 60.000 $ Sandplatz        | Rosie Casals Wendy Overton    | Chris Evert Martina Navratilova  | kampflos      |
| 27.10.  | U.S. Indoors Charlotte, Vereinigte Staaten Women’s International Grand Prix Teppich                   | Martina Navratilova           | Evonne Cawley                    | 4:6, 6:2, 7:5 |
| 27.10.  | U.S. Indoors Charlotte, Vereinigte Staaten Women’s International Grand Prix Teppich                   | Rosie Casals Billie Jean King |                                  | Rückzug       |
| 27.10.  | Stockholm Open Stockholm, Schweden Women’s International Grand Prix Teppich                           | Virginia Wade                 | Françoise Dürr                   | 6:3, 4:6, 7:5 |
| 27.10.  | Stockholm Open Stockholm, Schweden Women’s International Grand Prix Teppich                           | Françoise Dürr Betty Stöve    | Evonne Cawley Virginia Wade      | 6:3, 6:4      |

### November
| Datum 1 | Turnier                                                                           | Siegerin                      | Finalgegnerin                | Ergebnis      |
| ------- | --------------------------------------------------------------------------------- | ----------------------------- | ---------------------------- | ------------- |
| 03.11.  | Japan Open Tokio, Japan Non-Tour Event                                            | Kazuko Sawamatsu              | Ann Kiyomura                 | 6:2, 3:6, 6:1 |
| 03.11.  | Japan Open Tokio, Japan Non-Tour Event                                            | Ann Kiyomura Kazuko Sawamatsu | Kayoko Fukuoka Kiyoko Nomura | 6:2, 6:3      |
| 03.11.  | French Indoors Paris, Frankreich Women’s International Grand Prix Teppich (Halle) | Virginia Wade                 | Sue Barker                   | 6:1, 6:7, 9:7 |
| 03.11.  | French Indoors Paris, Frankreich Women’s International Grand Prix Teppich (Halle) | Françoise Dürr Betty Stöve    | Evonne Cawley Virginia Wade  | 2:6, 6:0, 6:3 |
| 26.11.  | South African Open Johannesburg, Südafrika Non-Tour Event                         | Annette van Zyl               | Brigette Cuypers             | 6:3, 3:6, 6:4 |

### Dezember
| Datum 1 | Turnier                                                                            | Siegerin                         | Finalgegnerin                     | Ergebnis      |
| ------- | ---------------------------------------------------------------------------------- | -------------------------------- | --------------------------------- | ------------- |
| 01.12.  | South Australian Championships Adelaide, Australien Non-Tour Event                 | Sue Barker                       | Helga Masthoff                    | 6:2, 6:1      |
| 01.12.  | South Australian Championships Adelaide, Australien Non-Tour Event                 | Sue Barker Michelle Tyler-Wilson | Kym Ruddell Janet Young           | 7:5, 6:3      |
| 08.12.  | Dewar Cup London, Großbritannien Non-Tour Event                                    | Virginia Wade                    | Evonne Cawley                     | 6:2, 3:6, 6:3 |
| 08.12.  | Dewar Cup London, Großbritannien Non-Tour Event                                    | Françoise Dürr Betty Stöve       | Evonne Cawley Virginia Wade       | 6:4, 7:6      |
| 15.12.  | Western Australian Championships Perth, Australien Non-Tour Event                  | Helga Masthoff                   | Lesley Bowrey                     | 6:2, 3:6, 6:3 |
| 15.12.  | Western Australian Championships Perth, Australien Non-Tour Event                  | Lesley Bowrey Christine Matison  | Sue Barker Michelle Tyler-Wilson  | 7:6, 6:3      |
| 15.12.  | New South Wales Open Sydney, Australien Women’s International Grand Prix Hartplatz | Evonne Cawley                    | Sue Barker                        | 6:2, 6:4      |
| 15.12.  | New South Wales Open Sydney, Australien Women’s International Grand Prix Hartplatz | Evonne Cawley Helen Gourlay      | Heidi Eisterlehner Helga Mosthoff | 6:3, 4:6, 6:3 |